# Tomahawk (thị trấn), Wisconsin
Tomahawk là một thị trấn thuộc quận Lincoln, tiểu bang Wisconsin, Hoa Kỳ. Năm 2010, dân số của thị trấn này là 410 người.